# KLDiscovery Ontrack
Das Unternehmen KLDiscovery Ontrack GmbH ist die deutsche Niederlassung des U.S.-amerikanischen KLDiscovery und dessen Tochter Ontrack, das in den Bereichen Datenrettung, Datenlöschung, Datenkonvertierung und Computer-Forensik zur elektronischen Beweissicherung tätig ist. Das Unternehmen hat Werkzeuge und Methoden entwickelt, die als Softwarelösung oder Dienstleistung sowohl Unternehmen als auch Privatpersonen helfen, wichtige Daten auf Computern wiederherzustellen, die aus verschiedenen Gründen unlesbar geworden sind. Bis 2018 hieß das Unternehmen noch KrolLDiscovery und das Tochterunternehmen Kroll Ontrack.

## Eigentumsverhältnisse
Ontrack mit Hauptsitz in Minneapolis ist eine hundertprozentige Tochtergesellschaft von KLDiscovery und unterhält Niederlassungen und Labore in Los Angeles, New York, Washington D.C., Tokio, seit 1991 auch in Europa, z. B. in London (Regionalleitung Europa), Paris, Böblingen, Zürich, Mailand, Lugano, Moskau und Kattowitz (Polen). Hauptsitz der deutschen Niederlassung ist Böblingen.

## Unternehmensgeschichte
Ontrack wurde 1985 gegründet und brachte die Software Disk Manager zur Verwaltung von Festplatten auf den Markt. 1991 wurde eine Niederlassung in Europa gegründet, 1992 folgten Niederlassungen in Washington D.C. und Los Angeles. In Japan wurde seit 1995 mit dem Unternehmen Y-E Data bei der Datenwiederherstellung zusammengearbeitet. 1996 wurde die deutsche Niederlassung in Böblingen eröffnet und der Börsengang an der New Yorker Börse NASDAQ erfolgte. 1997 wurde das Produkt Remote Data Recovery vorgestellt. 1998 eröffnete die Niederlassung in Frankreich und die Firma Tiramisu wurde mit einem Datenwiederherstellungstool übernommen, das dann als EasyRecovery auf den Markt gebracht wurde. 1999 wurde das Unternehmen Mijenix übernommen und eine Niederlassung in Boulder eröffnet.
Im Juni 2002 wurde das Unternehmen Ontrack von der 1972 gegründeten Kroll Inc. übernommen und als Kroll Ontrack Inc. einer von fünf Zweigen des Geschäftsbereiches „Technology Service Group“ der Kroll Inc. Die „Technology Service Group“ befasst sich mit Sicherheitsdienstleistungen, „Kroll Ontrack“ wurde der Markenname für die Computerforensik und „Ontrack Data Recovery“ der Markenname für den Datenrettungsbereich. Aufgrund der hohen Nachfrage nach Datenrettungsdienstleistungen expandierte das Unternehmen in den nachfolgenden Jahren und eröffnete zusätzliche Niederlassungen. Am 8. Juli 2004 erfolgt die Übernahme der „Kroll Inc.“ durch die „Marsh & Mc Lennan Companies Inc.“. Im Januar 2006 wurde der Konkurrent „Ibas Holdings ASA“ aus Norwegen übernommen, der seinerseits im Jahre 2005 die „Vogon Ltd.“ aus England aufgekauft hatte.
2007 wurde ein Beratungsteam für elektronische Beweismittel (ESI) etabliert. Damit sollen Unternehmen und Rechtsbeistände beim Umgang mit technischen Anforderungen und rechtlichen Normen unterstützt werden. Im gleichen Jahr wurde „TrialGraphix Inc.“, ein führender Anbieter von Prozessberatungs- und Prozessführungsdienstleistungen, übernommen. 2010 kaufte „Altegrity Inc.“ (Screening und Sicherheitslösungen) die Kroll Inc., den Mutterkonzern von Kroll Ontrack. Im Jahr 2011 erweiterte Kroll Ontrack sein Dienstleistungsangebot um den Service Internal Audit & Compliance Review, der Organisationen beim proaktiven Aufdecken von internen Rechtsverstößen unterstützt. Im gleichen Jahr erschloss Kroll Ontrack mit der Software Verve den Markt für Dienstleistungen zur elektronischen Offenlegung von Beweismitteln.
Im Januar 2018 wurde KrolLDiscovery in KLDiscovery umbenannt sowie ein Rebranding der Marke Kroll Ontrack auf Ontrack für die Datenrettung in die Wege geleitet. Die deutsche Niederlassung ist die KLDiscovery Ontrack GmbH.

## Dienstleistungen
Die Wiederherstellung von Daten ist der wichtigste Geschäftszweig mit über 100.000 Datenrettungsanfragen im Jahr. Ein weiteres Geschäftsfeld ist die Computerforensik, Wiederherstellung und Sicherung z. B. von gelöschten Daten. Ontrack bietet ebenfalls Datenrettung über gesicherte Modem- oder Internetverbindung an, das Remote Data Recovery (RDR).

## Softwareprodukte

### Ontrack Data Advisor
Ontrack Data Advisor ist eine Diagnosesoftware für Computersysteme, die Probleme erkennt, die zu einem Datenverlust führen können, und eine Beurteilung erlaubt, ob das Festplattenlaufwerk, die Dateistrukturen und der Computerhauptspeicher in Ordnung sind. Die Software bootet von einem externen Speichermedium, beispielsweise einer CD, und ermöglicht die Problemanalyse ohne laufendes Betriebssystem des zu überprüfenden Rechners.

### Ontrack EasyRecovery
Die Software Ontrack EasyRecovery dient zur preisgünstigeren Datenrettung und -reparatur, wenn die Fähigkeiten eines Datenrettungsingenieurs nicht erforderlich sind. Sie ermöglicht den Zugriff auf Dateien (auch Microsoft Office Dateien), die das normale Betriebssystem nicht mehr lesen kann, und kann beschädigte Dateien reparieren.

### Ontrack Eraser
Die Software Ontrack Eraser löscht firmeninterne und vertrauliche Daten gründlich durch mehrfaches Überschreiben, so dass eine Wiederherstellung nicht mehr möglich ist. Das kann zum Beispiel bei der Rückgabe von Leasing- oder Mietgeräten, Verkauf von Computern oder bei Benutzerwechseln notwendig sein, um die ursprünglichen Daten der Nutzung durch Unberechtigte zu entziehen.

### Ontrack PowerControls
PowerControls ermöglicht es Administratoren von Microsoft-Exchange-Servern, aus .edb-Dateien einzelne Mailboxen und Ordner, aber auch jede beliebige Anzahl von Nachrichten und Anhängen wiederherzustellen. Über die Benutzeroberfläche sind die Dateien für den Administrator von einem Client aus ähnlich wie in Outlook zugreifbar. Eine Suchfunktion hilft bei der übergreifenden Suche nach Stichworten, Daten und Anhängen. Die Software erfordert kein Backup einzelner Mailboxen mehr und unterstützt neben Microsoft NT Backup, VERITAS NetBackup und VERITAS Backup Exec auch IBM Tivoli, LEGATO NetWorker und Computer Associates BrightStor ARCserve auch die Datensicherungs-Formate von HP OpenView Storage Data Protector.